# Claude Bourdelin (1621-1699)
Pour les articles homonymes, voir Claude Bourdelin (1667-1711) et Bourdelin.
Claude Bourdelin, est un apothicaire français, membre de l'Académie royale des sciences, né à Villefranche en 1621, et mort à Paris le 15 octobre 1699.

## Biographie
Claude Bourdelin, très jeune orphelin, a été amené à Paris par son tuteur. Selon Fontenelle ,, il aurait appris de lui-même le grec et le latin car il souhaitait devenir pharmacien et médecin. Pendant 56 ans, il s'est occupé uniquement de chimie et de pharmacie. Il s'y est acquis rapidement une grande réputation.
Il a été aide-apothicaire puis apothicaire du duc Gaston d'Orléans. En 1655, il est aide-apothicaire au service de Philippe d'Orléans, alors duc d'Anjou, avec un traitement de 600 livres, mais il est aussi apothicaire par semestre de ses écuries. Il a conservé son titre d'aide-apothicaire de feu Monsieur.
La première idée de Jean-Baptiste Colbert a été de créer une Académie universelle sur le modèle de celle de Florence. Mais les personnes des belles-lettres étaient déjà membres de l'Académie française, fondée par Richelieu qui a été placée sous la protection du roi. De cette première idée d'académie universelle n'étaient restés que sept mathématiciens qui s'assemblaient à la Bibliothèque du roi. Louis XIV a laissé à Jean-Baptiste Colbert le choix des physiciens supplémentaires pour former l'Académie royale des sciences. Il a choisi Samuel Cottereau du Clos et Claude Bourdelin qui sont les deux premiers chimistes de l'Académie royale des sciences, le premier est médecin, et le second est apothicaire. Les membres de l'Académie royale des sciences se sont réunis pour la première fois le 22 décembre.
Dès le début de 1667, Claude Perrault a proposé aux membres de l'Académie un programme de recherches sur les sciences physiques et naturelles.  Sur la botanique, Claude Perrault était d'avis qu'il fallait réaliser un grand nombre d'expériences pour en tirer quelque chose d'universel et de constant qui puisse donner des principes. Rapidement il a étudié les eaux minérales du royaume avec du Clos. Il a fait ensuite un grand nombre d'expériences sur les mélanges des sucs des plantes, ou les esprits et les sels des minéraux, avec le sang artériel ou véneux, ou avec la bile, le fiel , la lymphe des animaux. Il a l'analyse de toutes les plantes en perfectionnant les méthodes. Il a tenté l'analyse des huiles par des moyens de son invention. Il a produit près de 2 000 analyses l'Académie. Pendant trente deux ans il a exécuté et inventé pour l'Académie la plus grande partie des opérations chimiques.
Le règlement de l'Académie est modifié le 26 janvier 1699. Il augmente le nombre de membres de l'académie en créant des titres nouveaux : honoraires, pensionnaires, associés et élèves. Il est nommé pensionnaire chimiste, le premier titulaire nommé par Louis XIV, le 28 janvier 1699. Il a été remplacé après sa mort par Nicolas Lémery qui été auparavant associé chimiste.
Il a acheté en 1690 les maisons situées 21 rue de Seine et le 22 rue Mazarine, à Paris. Ces maisons sont restées dans la famille Bourdelin pendant 150 ans.

## Famille
- Claude Bourdelin (1621-1699), médecin, membre de l'Académie royale des sciences en 1666, académicien chimiste en 1666, pensionnaire chimiste, premier titulaire nommé par Louis XIV le 28 janvier 1699[7], marié à Madeleine de La Motte :
  - Claude Bourdelin (1667-1711), reçu docteur en médecine de la Faculté de Paris en 1792, associé anatomiste de l'Académie royale des sciences en 1699, premier médecin de Madame la duchesse de Bourgogne en 1703, nommé associé botaniste de l'Académie en 1708[8],
    - Louis-Claude Bourdelin (1696-1777), docteur en médecine de la Faculté de Paris, membre de l'Académie royale des sciences en 1726, chimiste[9].

  - François Bourdelin (1668-1717), interprète du ministère des Affaires étrangères, membre de l'Académie royale des inscriptions et belles-lettres en 1701[10],[11].